# London Gay Men's Chorus
El London Gay Men's Chorus és un cor d'homes homosexuals amb seu a Londres (Regne Unit).

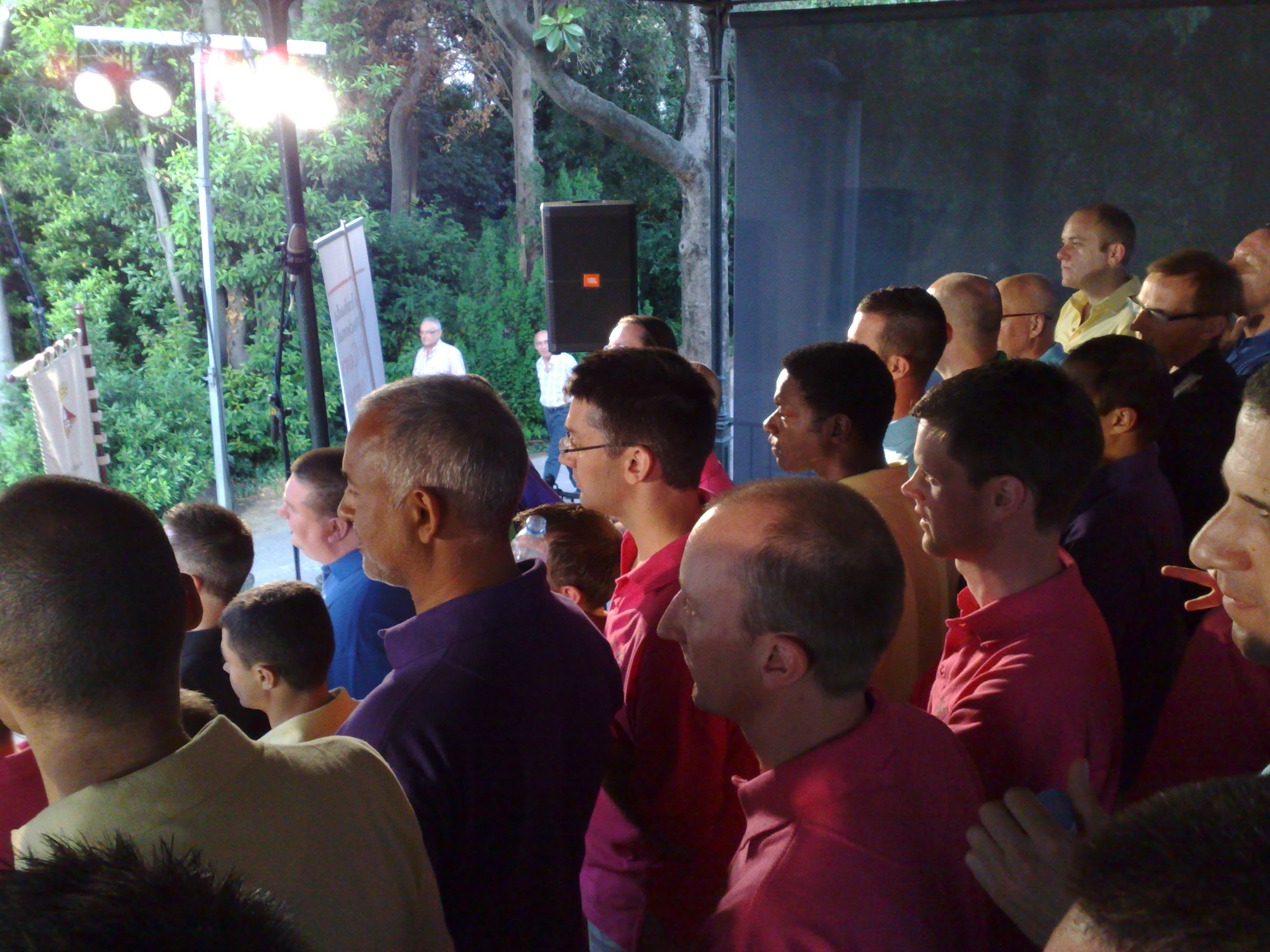
El London Gay Men's chorus durant la seva actuació a Castellar del Vallès.

El cor va ser fundat l'any 1991, i en l'actualitat és el cor gai més gran d'Europa i un dels que té més prestigi tant a nivell britànic com internacional. Amb gairebé 200 cantaires ha actuat arreu del Regne Unit i també arreu del món. El seu repertori, que varia en funció de l'època de l'any, inclou un ampli ventall que va des del Jazz clàssic fins a la música negra o cançons de televisió, interpretant autors tan diferents com Beethoven, John Tavener, Paul Anka o Aaron Copland entre d'altres. El cor ha treballat amb estrelles del famoses com sir Elthon Jhon o els Pet Shop Boys i ha aparegut en diverses ocasions a la televisió i emisores de ràdio britàniques en programes de gran audiència. En altres ocasions han actuat als Pride, els Jocs Gais de Sidney, el festival Settembre de música de Torí, etc. A banda de l'èxit en directe, també han enregistrat 5 discs i obtingut milers d'euros durant els darrers anys per a obres de caritat, en especial la lluita contra el VIH.
L'any 2008 varen fer una gira a Catalunya dins de la 2a trobada internacional de cors d'homes, actuant a Juneda, Figueres, La Garriga, Gelida, Castellar del Vallès, Palau-solità i Plegamans, Berga, Vila-seca, Cubelles, Castelldefels, Vilafranca del Penedès, Gavà, Sant Just Desvern, Sant Cugat, Viladecans i Barcelona.